# Димитр Методієв

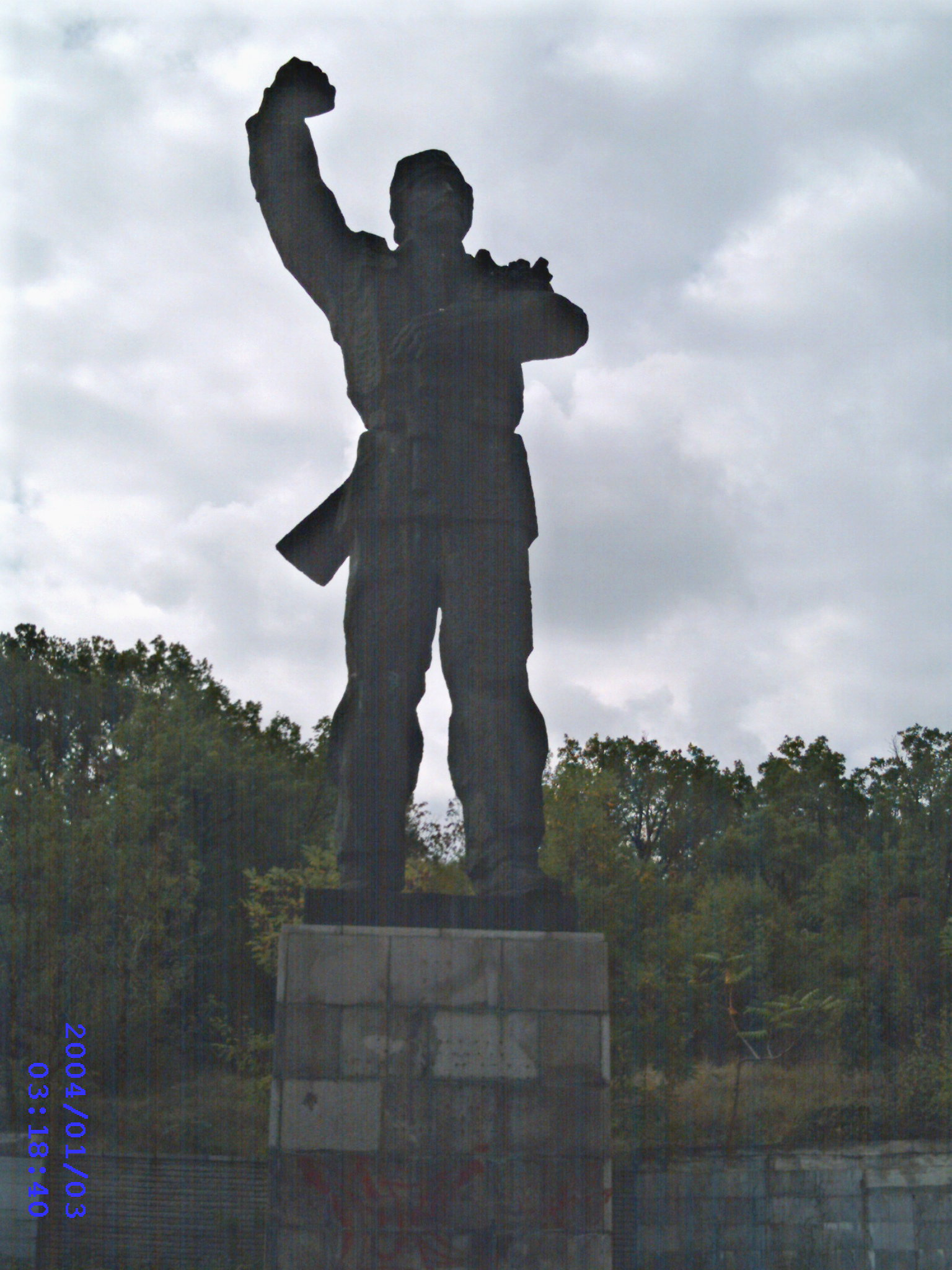
Белово. Пам'ятник Александрові Піпонкову, командирові партизанського загону, учасником якого був Димитр Методієв. Позаду на постаменті викарбувано імена загиблих партизанів і рядки з вірша Методієва «Болгарській комуністичній партії».

Дими́тр Хри́стов Мето́дієв; Со́тір (болг. Димитър Христов Методиев; Сотир, 11 вересня 1922, Белово, Болгарія — 19 червня 1995, Софія) — болгарський поет, перекладач і партійний діяч.

## Біографічні дані
Димитр Методієв народився в селянській сім'ї. Ще школярем (з 1937 року) був активний член Робітничої молодіжної спілки. 1941 року закінчив середнє сільськогосподарське училище в місті Садово, а з 1941-го по 1944-й вчився на агрономічному факультеті Софійського університету. Під час Другої світової війни брав участь у Комуністичному русі опору в Болгарії (bgПартизанско движение в България). У 1944 році під проводом Александра Піпонкова. Методієв воював у партизанському загоні імені Ангела Кинчева — болгарського революціонера. Цього ж року вступив у Болгарську комуністичну партію (БКП). Був мером міста Белово (1946—1947) і директором місцевої фабрики «Родопи» (1947).
У 1948-му став студентом факультету журналістики Свердловського університету, де навчався до 1950-го. 1953 року закінчив Літературний інститут імені Максима Горького. У 1953-1958 був редактор літературного і громадсько-політичного журналу «Наша Родина». У 1958-1960 і 1961–1966 роках Методієв працював заступником головного редактора відповідно в журналі «Септември» й газеті «Работническо дело» — центральному органі БКП. З 1966-го обіймав посаду головного редактора журналу «Наша Родина». Був членом Спілки болгарських письменників. У 1969 році дістав звання «Заслужений діяч мистецтва і культури Болгарії», а в 1974-му — «Народний діяч мистецтва і культури Болгарії». У 1967—1989 роках Методієв працював політичним радником генерального секретаря Центрального комітету БКП Тодора Живкова й писав для нього тексти промов. Від 1971 до 1976 року був кандидатом у члени ЦК БКП, а від 1976 до 1990 року — членом ЦК БКП. Був депутатом Народних зборів Болгарії VI, VII, VIII і IX скликань.

## Творчість
Перші вірші Методієв написав ще 15-літнім школярем. Уперше опублікувався 1939 року в пловдивському журналі «Ученически устрем». Дмитро Павличко охарактеризував його творчість як назагал зразок «соцреалістичної» публіцистики, провідне місце в якій займає оспівування радянської дійсності, звеличення Росії як провідної сили у справі комуністичної перебудови світу. Це особливо характерно для дебютної книжки Методієва — збірки «На штурм!», що вийшла 1945 року. Як і для роману у віршах про боротьбу комуністичної болгарської молоді «Димитровське плем'я» (1951), відзначеного Димитровською премією, збірки «Про час і про себе» (1963, Димитровська премія 1964 року). Радянській Росії присвячено поему «Країна мрій» («Страна на мечтите», 1956) і збірку «Пісня про Росію» (1967). В інших, не «програмних», віршах та збірках, як-от «Замикання кола» (1967), «Вірші і маленькі поеми» (1968), «І все знов повторюватиметься» (1975) та інших, Методієв показав себе майстром слова й тонким ліриком. Є в нього твори, сповнені глибоким смутком, жалем за молодістю, óбразами болгарської природи і провінції. Вірші Методієва послужили текстами пісень — як політичних, так і ліричних — для відомих болгарських виконавців, зокрема Бісера Кірова.
Твори Методієва перекладено багатьма мовами. Російською вийшли книжки «Младое поколение» (М., 1954), «Солнечное притяжение» (М., 1967), «Монолог в пути» (М., 1975), «Избранное» (М., 1987).
Українською мовою його вірші перекладали Дмитро Білоус, Платон Воронько, Всеволод Ткаченко, Дмитро Павличко, Антоніна Корінь і Олег Король. Опубліковано такі перекладні книжки: «Червоний мак» (К., 1969), «Велике переселення» (К., 1975). Чотири вірші Методієва українською є в книжці Дмитра Павличка «Антологія болгарської поезії» (К., 2006).
Димитр Методієв відомий також як видатний перекладач російських (Олександр Пушкін, Михайло Лермонтов, Микола Некрасов, Володимир Маяковський, Олександр Твардовський) та українських (Іван Франко, Платон Воронько, Дмитро Білоус) письменників. Особливу увагу він приділив Тарасові Шевченку, взявшись за його поезії на початку 1950-х років. У 1956-му в Софії видано однотомник вибраних творів Шевченка в перекладах Методієва. До 100-річчя від дня смерті українського поета здійснив низку нових перекладів і видав із своєю передмовою «Вибрані твори» Шевченка в двох томах (Софія, 1960). До 150-річчя від дня народження Шевченка вийшло повне видання «Кобзаря» (Софія, 1964) в перекладах Методієва, що відзначаються високою художньою майстерністю, передають революційний пафос оригіналів, їх художньо-стильові та ритміко-мелодійні особливості. За цю книжку в 1974 році Методієва відзначено літературною Премією імені Максима Рильського. До 2013 року Методієв залишався єдиним у світі, хто власноруч переклав і опублікував усього «Кобзаря». У 1961-му він виступив з промовою на урочистому засіданні в Москві у зв'язку з 100-річчям від дня смерті Шевченка. Методієву належить низка статей, присвячених українському поетові («Безсмертний син українського народу», «Тарас Шевченко», «Ми любимо Шевченка»).
Нижче наведено переклад Методієва Шевченкового «Заповіту».
| ЗАПОВІТ Як умру, то поховайте Мене на могилі Серед степу широкого На Вкраїні милій, Щоб лани широкополі, І Дніпро, і кручі Було видно, було чути, Як реве ревучий. Як понесе з України У синєє море Кров ворожу... отойді я І лани і гори — Все покину, і полину До самого Бога Молитися... а до того Я не знаю Бога. Поховайте та вставайте, Кайдани порвіте І вражою злою кров’ю Волю окропіте. І мене в сем’ї великій, В сем’ї вольній, новій, Не забудьте пом’янути Незлим тихим словом. |

| Щом умра, ме погребете нейде на могила посред степите широки на Украйна мила, та скалите над водата, Днепър и полята да се виждат, да се чува, как реве реката. Щом помъкне от Украйна Днепър към морето кърви вражи - аз тогава планини, полета ще оставя, ще отида чак при бога в рая да се моля. Дотогава господ аз не зная. Погребете ме, станете, прангите счупете, с вражи кърви свободата щедро наръсете. И семейството велико, свободно и ново не забравяйте, спомнете и мен с добро слово. |

## Твори

### Власні
- «На штурм!» («На щурм!», 1945), вірші
- «Димитровське плем'я» («Димитровско племе», 1951, 1955, 1964, 1970), роман у віршах
- «Країна мрій» («Страна на мечтите», 1956), лірична поема
- «Шумлять тополі» («Шумят тополите», 1958), вірші
- «Так умру», «Китайський щоденник», «Орлине гніздо» («Така ще си умра», «Китайски дневник», «Орлово гнездо», 1961), невеликі поеми
- «Вірші» («Стихотворения», 1961)
- «Про час і про себе» («За времето и за себе си», 1963, 1964)
- «Я не із землі» («Не съм от пръст», 1965)
- «Замикання кола» («Затваряне на кръга», 1967)
- «Пісня про Росію» («Песен за Русия», 1967)
- «Вірші і маленькі поеми» («Стихотворения и малки поеми», 1968)
- «Велике переселення» («Великото преселение», 1970), вірші і поеми
- «Вірші» («Стихотворения», София, Български писател, 1972)
- «Вибране» («Избрано», София, 1972)
- «І все знов повторюватиметься» («И всичко пак ще се повтаря», 1975)
- «Монологи в дорозі» («Монолози по пътя», 1975, 1979)
- «Коли Батак повстав» («Когато Батак въстана», Пловдив, 1976)
- «У час осінньої ясності» («В часа на есенната яснота», 1977, 1980)
- «І запах солодкий…» («И мирис сладък…», 1980)
- «Пісня про генеральну лінію» («Песен за генералната линия», 1981), поеми
- «Вибрані твори» («Избрани произведения», 1982)
- «Лірика. Невеликі поеми», «Димитровське плем'я». («Лирика. Малки поеми». «Димитровско племе», 1984)
- «Моя душа повниться тобою» («Душата ми е пълна с теб», 1984)
- «Антологія манускрипту» («Антология манускрипта», 1985)
- «Ріки, з яких я пив воду» («Реките, от които пих вода», 1985), вірші
- «Ліричний щоденник» («Лиричен дневник», 1988)
- «Вірші» («Стихотворения», Българска книжница, 2012)

### Переклади
- Шевченко Т. Избрани произведения. — София, 1956
- Шевченко Т. Избрани произведения, т. 1 — 2. — София, 1960
- Шевченко Т. Кобзар. — София, 1964
- Избрани преводи, 1982

## Нагороди і відзнаки
- 1952 — Димитровська премія: за роман у віршах «Димитровське плем'я»
- 1964 — Димитровська премія: за збірку «Про час і про себе»
- 1969 — Звання «Заслужений діяч мистецтва і культури Болгарії»
- 1972 — Орден «Народна Республіка Болгарія» І ступеня
- 1974 — Звання «Народний діяч мистецтва і культури Болгарії»
- 1974 — Премія імені Максима Рильського: «за художній переклад „Кобзаря“ Т. Г. Шевченка болгарською мовою»
- 1982 — Орден Георгія Димитрова
- 1982 — Премія Інституту Солензара (Франція)
- 1985 — Премія імені Николи Фурнаджієва
- Почесний громадянин Пазарджика